# 24119 Кетрінроуз
24119 Кетрінроуз (24119 Katherinrose) — астероїд головного поясу, відкритий 3 листопада 1999 року.
Тіссеранів параметр щодо Юпітера — 3,555.